# André-Casimir Biard
Pour les articles homonymes, voir Biard (homonymie).
André-Casimir Biard (Rennes, 13 février 1860-Corfou, 29 septembre 1917), est un officier de marine français.

## Biographie

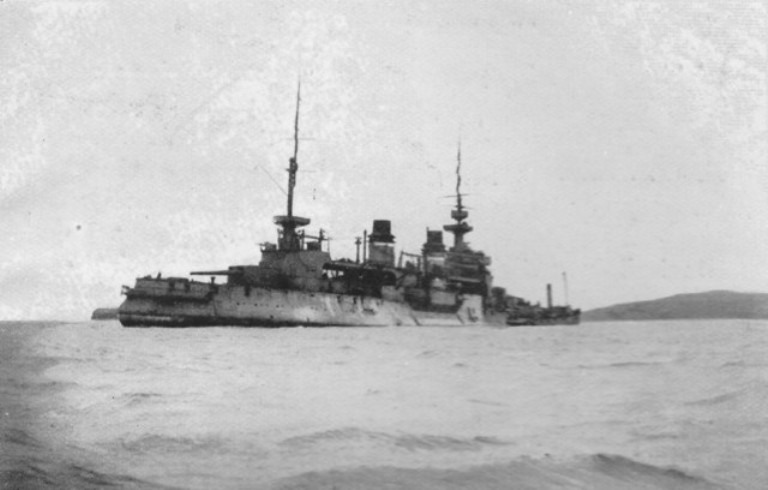
Le Gaulois échoué sur l'ile aux lapins en 1915

Fils d'un employé de chemin de fer, il entre à l'École navale en octobre 1877 et en sort aspirant de 1re classe en octobre 1880. Il sert alors sur la Flore à la division volante d'instruction puis en escadre de Méditerranée sur le Friedland avec lequel il participe ) l'attaque de Sfax et de Gabès (1881). 
Passé sur l' Alceste (octobre 1881), il devient enseigne de vaisseau en octobre 1882 et sert sur la Vipère en Tunisie (1883) puis sur l' Orne aux Antilles (janvier 1885). Second du Capricorne, il prend part aux opérations sur les côtes de Madagascar puis, second de l' Actif, en Algérie (juillet 1886). 
Lieutenant de vaisseau (octobre 1887), nommé capitaine à la division des équipages à Lorient en juillet 1888, il étudie à Toulon en 1889 à l’École des torpilles sur l' Algésiras et, en sortant major, embarque comme officier torpilleur sur le croiseur Dubourdieu à la division du Pacifique. En novembre 1891, il est affecté au Service hydrographique et travaille aux instructions nautiques de la côte sud de l'Amérique. 
En 1893, il est adjoint au commandant de la défense mobile à Toulon, commande le torpilleur no 100 et sert comme second du transport Mytho. 
Instructeur sur le croiseur Amiral-Charner (1896) en Méditerranée, il dirige en 1897 l' Éperlan à la station de la Manche et de la mer du Nord puis sert sur les cuirassés Neptune et Brennus en escadre de Méditerranée. 
Officier de manœuvre sur le croiseur Cécille dans l'Atlantique, il fait preuve d'une telle habilité lors du cyclone qui ravage Pointe-à-Pitre le 7 août 1899, qu'il reçoit un témoignage de satisfaction. 
En juillet 1902, il est nommé capitaine de frégate et officier d’ordonnance du ministre et commande en janvier 1903 l'aviso-torpilleur Lévrier et la défense mobile en Corse puis, second du cuirassé Bouvet en Méditerranée (1905), il est grièvement blessé dans un accident lors d'un accostage. 
Second du croiseur Châteaurenault (1907), commandant du garde-côtes Valmy à Cherbourg (1908), second du croiseur Dupleix (juillet 1909), capitaine de vaisseau (août 1910), il commande le croiseur Cassard en réserve à Cherbourg puis est envoyé à l'état-major à Brest où il supervise les réparations du cuirassé Saint-Louis (1912). 
Commandant du cuirassé Gaulois (1913) en Méditerranée, il est envoyé aux Dardanelles avec la division Guépratte et participe à la bataille du 25 février 1915 contre les forts à l'entrée du détroit. Il parvient alors à dégager le cuirassé britannique Agamemnon en grande difficulté. Chargé de bombarder la rive européenne avec le Charlemagne, son navire est gravement touché sous la flottaison par les projectiles turcs. Il parvient alors à sauver son équipage en l'échouant sur l'île aux Lapins aujourd'hui île Drepano. 
Son acte d’héroïsme lui vaut une citation, deux témoignages de satisfaction et une promotion au grade de contre-amiral (avril 1915). En mai, il est nommé commandant de la marine et gouverneur du Havre. Major général à Lorient (mai 1916), il commande la 1re division légère en armée navale avec pavillon sur le Waldeck-Rousseau mais, grièvement brûlé dans un accident, meurt à l'hôpital militaire de l'Achilleion à Corfou le 29 septembre 1917.

## Récompenses et distinctions
- Chevalier (11 juillet 1892), officier (31 décembre 1908) puis Commandeur de la Légion d'Honneur (10 juillet 1917)
- Croix de Guerre (1915)
- Son nom est inscrit sur le Panthéon de Rennes et figure à l’Église Saint-Louis des Invalides à Paris.